# 宋祖英
宋祖英（1966年8月13日—），女，苗族，湖南古丈人，中國歌唱家，中國共產黨黨員，中国音乐学院民族声乐专业毕业，在职研究生学历，艺术学博士学位。曾任中国音乐家协会副主席，第九届全国人大代表，第十届、十一届、十二届全国政协委员。曾被提名为全国政协秘书长。
2004年当选雅典奥运会北京站火炬手，2008年8月7日作为北京奥运会火炬手在地坛拜祭坛点燃圣火盆。连续24年登上中央电视台春节联欢晚会的舞台，是全球唯一一位连续放歌世界杯（2002日韩）、奥运会（2008北京）、世博会（2010上海）的歌唱家。2006年12月，专辑《百年留声》获第49届格莱美“最佳古典混合音乐专辑”提名，2007年获肯尼迪艺术金奖。10月12日是华盛顿哥伦比亚特区的“宋祖英日”。

## 生平
宋祖英生於湖南古丈县岩头寨乡老寨村。
1988年10月，在长沙由中国音乐家协会主办的“金龙杯”全国歌手邀请赛上以《阿哥莫走》获得金奖；被大赛评委金铁霖教授收为学生。1990年在中国中央电視台春节联欢晚会表演成名曲《小背篓》。1991年入伍。1999年加入中国共产党。2013年至今，任海政文工团团长（正军职），中国音乐家协会副主席。

## 作品

### 专辑列表

#### 录音室、精选专辑
- 《中国民歌精英》1991-1992，广东珠江音像，也曾在1994年、1997年再版
- 《等你来》1992，湖南金蜂，也曾在1995年再版
- 《十八弯水路到我家》1994，北京北影
- 《辣妹子》1995，北京北影
- 《湘女多情》1995，中唱深圳
- 《梦花·女儿情》1995，中唱
- 《兵哥哥》1997，湖南金蜂
- 《好日子·兵哥哥》1998，中唱
- 《月亮花儿开》1998，上海声像
- 《20世纪中华歌坛名人百集珍藏版》1998，中唱
- 《名人名歌 宋祖英个人专辑》1999，广州新时代影音
- 《好日子 风采集》1999，广州新时代影音
- 《大地飞歌》2000，广州新时代影音
- 《踏歌起舞》2001
- 《十送红军》2003
- 《飞》2005
- 《百年留声》2005，天艺唱片
- 《最美的女人是妈妈》2006，天艺唱片，EP
- 《东方牡丹》2008
- 《宋祖英20年金曲》2009
- 《梅花引》2010，天艺唱片
- 《爱的史诗》2013

#### 现场专辑
- 《维也纳金色大厅独唱音乐会》2004
- 《好一朵美丽的茉莉花》2007
- 《中国北京鸟巢夏季音乐会》2009
- 《台北小巨蛋音乐会》2011

### 主要歌唱曲目
主要曲目（首唱或者演唱过）：
《小背篓》、《辣妹子》、《东西南北兵》、《兵哥哥》、《等你来》、《田野的春天》、《康定情歌》、《长大后我就成了你》、《飞》、《好日子》、《家乡有条猛洞河》、《龙船调》、《大地飞歌》、《十送红军》、《古丈茶歌》、《送你一朵东方茉莉》、《天蓝蓝》等。

### 影视出演
- 1990年 电视连续剧《婉君》 饰演云南苗族姑娘阿奴。[6]

### 春晚作品
| 年份   | 作品名称             | 年份   | 作品名称             |
| ------ | -------------------- | ------ | -------------------- |
| 1990年 | 《小背篓》           | 1991年 | 《节日夜晚》         |
| 1992年 | 《等你来》           | 1993年 | 《除夕三喜》         |
| 1994年 | 《长大后我就成了你》 | 1995年 | 《辣妹子》           |
| 1996年 | 《兵哥哥》           | 1997年 | 《真情永存》         |
| 1998年 | 《好日子》           | 1999年 | 《辣妹子》           |
| 2000年 | 《你好吗》           | 2001年 | 《越来越好》         |
| 2002年 | 《风景这边独好》     | 2003年 | 《美丽的心情》       |
| 2004年 | 《望月》             | 2005年 | 《飞》               |
| 2006年 | 《五福临门》         | 2007年 | 《和谐乐章》         |
| 2008年 | 《田野的春天》       | 2009年 | 《送你一朵东方茉莉》 |
| 2010年 | 《让我们舞起来》     | 2011年 | 《天蓝蓝》           |
| 2012年 | 《叫一声爸妈》       | 2013年 | 《茉莉花》           |

## 代表性演出
2002年，日韩世界杯开幕式受邀演唱《辣妹子》，12月，悉尼歌剧院“好日子”个人独唱音乐会。
2003年11月，维也纳金色大厅个人音乐会，伴奏、伴唱阵容强大。
2006年10月，约翰·肯尼迪表演艺术中心《好一朵美丽的茉莉花》独唱音乐会。
2008年8月24日，与男高音歌唱家多明哥在北京奥运会闭幕式现场演唱了主题歌《爱的火焰》。
2009年6月30日，北京鸟巢举办大型广场音乐会。
2010年4月30日，上海世博会开幕式与成龙演唱和谐欢歌，拉开世博帷幕。
2010年5月1日，上海八万人体育场举办音乐会。
2011年5月8日，2011台北小巨蛋个人演唱会。与周华健、周杰伦同台演出。

## 奖项和榮譽
全國第二屆少數民族聲樂大賽金獎。2000年被中国文联授予“德艺双馨”艺术家称号，同年获“世界华人音乐民歌最佳演唱奖”。2006年，宋祖英的专辑《百年留声》被第49届葛萊美奖提名为“最佳古典混合音乐专辑”.
據中新社報導，宋祖英位於2010年評出的“中國演藝名人道德修養榜”首位。
2019年12月26日，宋祖英入选“新中国70周年百名湖湘人物榜单”。

## 家庭
- 丈夫：罗浩。1992年结婚，生有一子。[9]
- 妹妹：宋佳玲。宋佳玲学音乐出身，曾出演过2011年央视开年大戏《黎明前的暗战》，在《丑女无敌第三季》中饰演小龙女。2013年接拍宣传片《千年菁华，古丈毛尖》。[10]
- 弟弟：宋祖荣。聋哑人，1994年其与姐姐宋祖英的原型故事曾被改编成电视剧《无声的歌》。长春大学美术系毕业，从事美术工作[11]  。2015年1月，出任山西海归协会“慈善大使”。

## 軼事
- 2007年，宋祖英接受楊瀾《天下女人》訪問時，否認傳言中所稱羅浩是當時發掘她送往長沙演出的「伯樂」[12][13][14]。
- 2011年6月，宋祖英在河南濮陽舉行的“愛國歌曲大家唱”活動中表演時，有一名當地胡村鄉政府科級幹部王留聚突然上台，強行摟抱宋祖英並與之合影，結果導致原定演唱三首歌的宋祖英只唱了兩首歌就下台離去。事後王留聚由於擾亂演出秩序，造成不良社會影響而被濮陽市公安局依據《治安管理處罰法》行政拘留5天，但並未失去公務員職位[15]。

## 參见
- 张也
- 祖海
- 张燕
- 谭晶
- 雷佳

| 中国人民解放军海军职务 | 中国人民解放军海军职务                                | 中国人民解放军海军职务 |
| ---------------------- | ----------------------------------------------------- | ---------------------- |
| 前任： 高山            | 中国人民解放军海军政治工作部文工团团长 2013年－2018年 | 机构撤销               |